# Acordul comercial și de cooperare între Regatul Unit și Uniunea Europeană
Acordul comercial și de cooperare dintre Uniunea Europeană și Comunitatea Europeană a Energiei Atomice, pe de o parte, și Regatul Unit al Marii Britanii și Irlandei de Nord, pe de altă parte (nume oficial) este un acord de comerț liber încheiat la 24 decembrie 2020 și care urmează să fie pus în practică provizoriu la 1 ianuarie 2021.
Acordul care guvernează relația dintre UE și Marea Britanie după Brexit a fost încheiat după opt luni de negocieri. Acesta prevede comerțul liber cu bunuri și accesul reciproc limitat pe piață în servicii, precum și mecanisme de cooperare într-o serie de domenii politice, dispoziții tranzitorii privind accesul UE la pescuitul din Regatul Unit și participarea Regatului Unit la unele programe ale UE. Comparativ cu statutul anterior al Marii Britanii ca stat membru al UE, la 1 ianuarie 2021 s-au încheiat următoarele, deoarece acestea nu sunt încorporate în TCA sau acordul de retragere Brexit: libera circulație a persoanelor între părți, apartenența Regatului Unit la Piața Unică Europeană și Uniunea Vamală, Marea Britanie la majoritatea programelor UE, parte a cooperării UE-Regatul Unit în domeniul aplicării legii și al cooperării în materie de securitate, cum ar fi accesul la date privind criminalitatea în timp real, cooperarea în domeniul apărării și politicii externe și autoritatea Curții Europene de Justiție în soluționarea litigiilor (cu excepția cu privire la Protocolul Irlandei de Nord).
TCA așteaptă ratificarea de către Parlamentul European și Consiliul Uniunii Europene și revizuirea juridică înainte ca acesta să intre în vigoare în mod formal. Parlamentul Regatului Unit a ratificat TCA la 30 decembrie 2020, iar Parlamentul European va lua în considerare proiectul la începutul anului 2021.